# 소양강 처녀
《소양강 처녀》는 1969년에 작곡되어 1970년대에 김태희(본명: 김영옥)가 부른 대한민국의 노래이다. 이 노래는 1968년 소양강 지역 출신의 윤기순이 소양강에서 조각배를 타고 일행과 함께하며 느낀 인상을 노랫말에 담아 탄생하였다.
처음에 음반이 10만 장 판매되었으며, 이후 한서경이 리메이크하였다.1992년 노래방 인기순위 1위에 올랐다. 멜로디가 누구나 쉽게 따라 부를 수 있게 되어있어 한국의 정서에 맞아 지금에 이르러서도 많은 사랑을 받고 있다.